# Phytosciara intermedialis
Phytosciara intermedialis är en tvåvingeart som beskrevs av Evgenia Antonova 1977. Phytosciara intermedialis ingår i släktet Phytosciara och familjen sorgmyggor. Inga underarter finns listade i Catalogue of Life.